# RQ-14 ドラゴンアイ

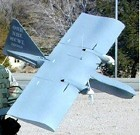

RQ-14 ドラゴンアイ（Dragon Eye,英語でドラゴンの目の意）はアメリカ海軍研究所とアメリカ海兵隊戦闘研究所がアメリカ海兵隊用に開発した無人航空機。主に市街戦での偵察活動に使用される。重量は2,3kgで分解すれば背嚢に収まる大きさで、約1時間の偵察飛行ができる。ドラゴンアイは自力での離陸ができない為、市販のバンジーコードを使って離陸する。
ドラゴンアイは2003年のイラク戦争から実戦に投入されている。

## スペック
- 全長: 0.9 m (3 ft)
- 翼幅: 1.1m (3.75 ft)

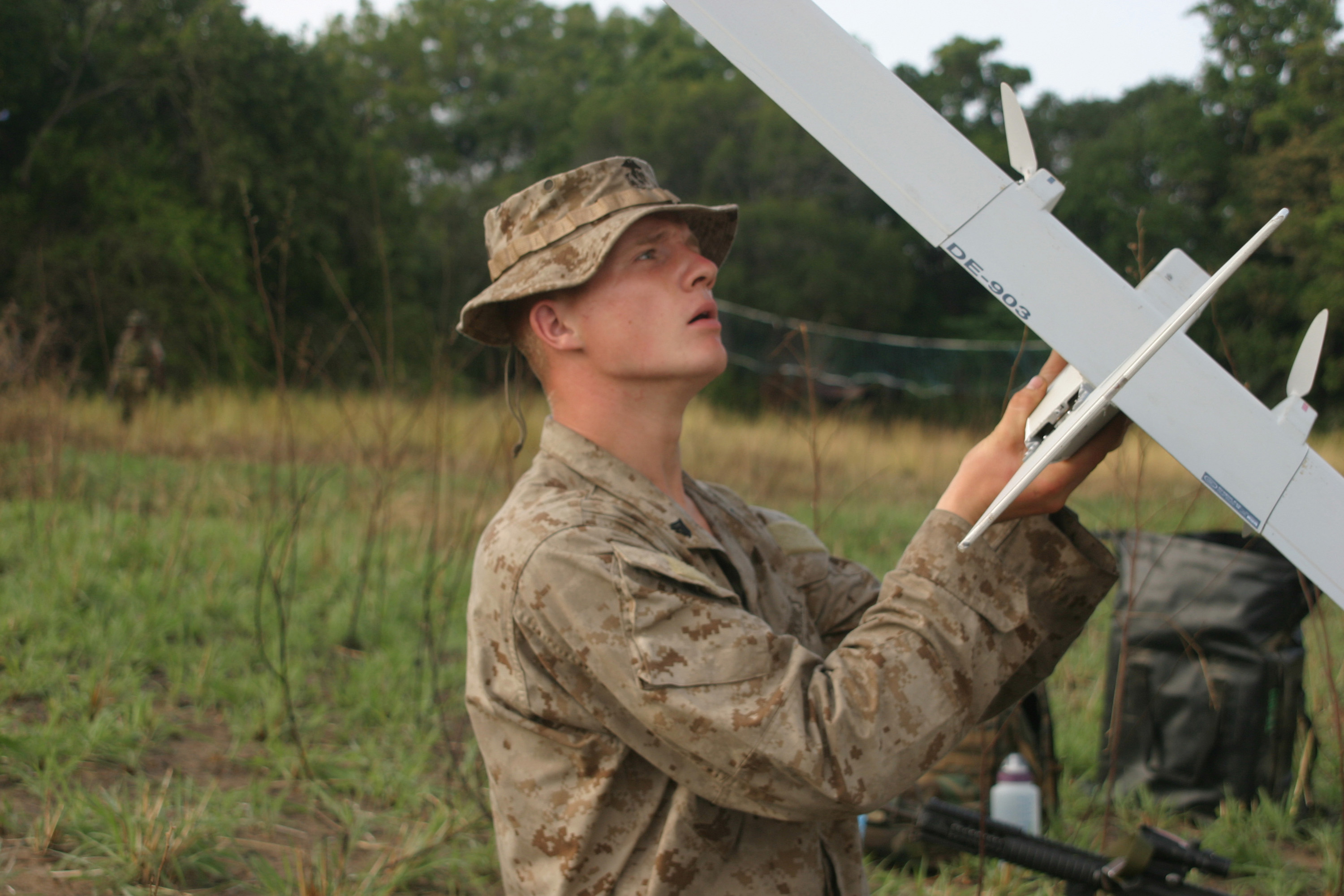
DE-903 UAVをチェックする海兵隊員

- 最高高度: 90～150 m (300-500 ft)
- 重量: 2.3 kg (5.1 lb)
- 巡航速度: 65 km/h (40 mph)
- 飛行可能時間: 1時間
- 航続距離: 5 km (3.1 mi)
- 伝達距離: 10 km (6.2 mi)